# Stara Grčka
Stara Grčka ili Helada (stilski obilježeno) je naziv koji se koristi za opisivanje svijeta u kojem se govorilo grčkim jezikom u doba antike. Taj naziv se ne odnosi samo na područje današnje grčke države, nego i na područja naseljena Grcima u doba antike: Cipar, egejska obala Turske, Sicilija i južna Italija (poznata kao Velika Grčka), te razbacane naseobine na obalama današnje Albanije, Bugarske, Egipta, Francuske, Hrvatske, Libije, Španjolske i Ukrajine.
Ne postoje određeni ili opće prihvaćeni datumi početka i kraja razdoblja stare Grčke. U uobičajenoj upotrebi to se razdoblje odnosi na cijelu grčku povijest prije osnutka Rimskog Carstva, međutim povjesničari taj termin koriste preciznije. Tako neki autori u to razdoblje uključuju i razdoblja minojske i mikenske civilizacije (od oko 1600. pr. Kr. do oko 1100. pr. Kr.), dok drugi to osporavaju smatrajući da su te civilizacije, iako s grčkog govornog područja, dosta različite od kasnijih grčkih kultura, pa bi se trebale odvojeno svrstavati.
Prema tradiciji razdoblje stare Grčke počinje prvim Olimpijskim igrama 776. pr. Kr., ali većina povjesničara danas produljuju taj termin unatrag do oko 1000. pr. Kr. Tradicionalni datum kraja razdoblja stare Grčke smatra se smrt Aleksandra Velikog 323. pr. Kr., a razdoblje koje slijedi naziva se helenističkim razdobljem.
Ovi su datumi dogovoreni među povjesničarima dok neki autori smatraju civilizaciju stare Grčke neprekinutim razdobljem koje je trajalo sve do dolaska kršćanstva u 3. stoljeću poslije Krista.
Staru Grčku mnogi povjesničari smatraju temeljnom kulturom zapadne civilizacije. Grčka kultura ostvarila je snažan utjecaj na Rimsko Carstvo, koje je prenijelo njezin oblik po mnogim dijelovima Europe. Civilizacija stare Grčke je neizmjerno utjecala na jezik, politiku, obrazovanje, filozofiju, umjetnost i arhitekturu modernog svijeta, posebice tijekom renesanse u zapadnoj Europi i ponovno tijekom procvata klasicizma tijekom 18. i 19. stoljeća u Europi i objema Amerikama.

## Podrijetlo Grka
Vjeruje se da su Grci krećući se prema jugu doselili na grčki poluotok u nekoliko valova početkom kraja 3. tisućljeća pr. Kr., a zadnja je bila navala Dorana. Razdoblje od 1600. do oko 1100. pr. Kr. je doba mikenske Grčke, a poznato je po vladavini kralja Agamemnona i ratovima protiv Troje kao što je prikazano u Homerovim epovima. Razdoblje od 1100. godine do 8. stoljeća pr. Kr. naziva se „mračnim dobom“ jer iz tog razdoblja nema nikakvih zapisa, a arheološki dokazi su oskudni. Povijest stare Grčke se završava vladavinom Aleksandra Velikog koji je umro 323. pr. Kr. Sljedeći događaji čine doba helenističke Grčke.
U pregledavanju izvora iz povijesti stare Grčke potrebna je velika opreznost. Grčki povjesničari i politički pisci čija su djela preživjela, a među kojima su posebice ugledni Herodot, Tukidid, Ksenofont, Demosten, Platon i Aristotel, bili su uglavnom Atenjani ili njeni simpatizeri, a svi su bili politički konzervativci. Stoga znamo daleko više o povijesti i politici Atene od ikojeg drugog grada i njegove povijesti. Štoviše, ovi su se pisci usredotočili gotovo samo na cjelokupnu političku, vojnu i diplomatsku povijest, a zanemarili su ekonomsku i socijalnu povijest. Sva se povijest stare Grčke mora boriti s tim pristranostima u svojim izvorima.

## Kronologija

### Uspon Grčke
Grčka je u 8. stoljeću pr. Kr. počela izlaziti iz mračnog doba koje je slijedilo nakon propasti mikenske civilizacije. Pismenost se izgubila i mikensko pismo je zaboravljeno, pa su Grci prilagodili fenički alfabet grčkome i od oko 800. pr. Kr. počinju se pojavljivati pisani zapisi. Grčka je bila podijeljena na mnogo malih samoupravljajućih zajednica čiji je oblik uzrokovan grčkom geografijom gdje su svaki otok, dolina i nizina odsječeni od susjedstva morem ili planinskim lancem.
Dok se Grčka ekonomski oporavljala, njeno se stanovništvo povećalo više nego što je bilo obradive zemlje. Stoga su Grci od oko 750. pr. Kr. započeli širenje koje je potrajalo 250 godina naseljavajući kolonije u svim smjerovima. Na istoku se prvo kolonizirala egejska obala Male Azije, a onda Cipar i obale Tračke, Mramorno more i južna obala Crnog mora. Grčka je kolonizacija dosegla sve do dalekog sjeveroistoka Ukrajine. Na zapadu su naseljene obale Albanije, Hrvatske, Sicilije i južne Italije, a onda i južna obala Francuske, Korzika pa čak i sjeveroistočna Španjolska. Grčke kolonije su također osnovane u Egiptu i Libiji. Današnji gradovi Sirakuza, Napulj, Marseilles i Istanbul u svom početak su bili grčke kolonije Syracusa, Neapolis, Massilia i Byzantium.
Do 6. stoljeća pr. Kr. Helada (kako Grci zovu svoju zemlju) je postala kulturno i jezično područje mnogo veće od geografskog područja Grčke. Grčki gradovi nisu politički nadzirali kolonije koje su osnivali, ali su često ostajali povezani s njima u religiji i trgovini. Grci su se i u domovini i u inozemstvu organizirali u nezavisne zajednice, pa je grad (polis) bio osnovni oblik grčke vladavine.

### Socijalni i politički sukobi
Grčki su gradovi u početku bili monarhije, iako su mnogi gradovi bili jako mali pa naziv „kralj“ za njihove vladare lako može zavarati zbog današnjeg značenja te riječi. U unutrašnjosti zemlje, uvijek blizu obradivih površina, malen sloj zemljoposjednika je imao moć. Oni su oblikovali ratničku aristokraciju boreći se često u malenim međugradskim ratovima oko zemlje. Međutim uspon trgovačkog sloja (koji se pojavio uvođenjem kovanog novca oko 680. pr. Kr.) započinje klasni sukob u većim gradovima. Od 650. pa nadalje, aristokracije su zbačene i zamijenjene narodnim vođama nazvanim tiranima (tyrranoi), riječ koja nije imala današnje značenje za okrutne diktatore.
Do 6. stoljeća pr. Kr. pojavilo se nekoliko dominantnih gradova u grčkim poslovima. To su bili gradovi Atena, Sparta, Korint i Teba. Svaki od njih je stavio okolna seoska područja i manje gradove pod svoju upravu, a Atena i Korint su pak postali glavna pomorska i trgovačka sila.
U Sparti se aristokracija održala na vlasti, a Likurgov ustav (oko 650.) koji je dodatno očvrsnuo njezinu snagu, dao je Sparti trajni militaristički režim pod dualnom monarhijom. Sparta je dominirala nad ostalim gradovima na Peloponezu, pa je stvorila savez s Korintom i Tebom.
Suprotno, u Ateni je monarhija zabranjena 683. pr. Kr., a Solonove reforme uvele su poluustavni sustav aristokratske vladavine. Aristokrate je zamijenila tiranija Pizistrata i njegovih sinova, koji su grad učinili velikom pomorskom i trgovačkom silom. Kad su Pizistratidi zbačeni, Klisten je utemeljio prvu poznatu demokraciju (500. pr. Kr.) u zapadnoj povijesti u kojoj su pravo glasa imali isključivo muški plemići.

### Grčko-perzijski ratovi
U Joniji (današnja egejska obala Turske) grčki gradovi, koji su uključivali velika središta poput Mileta i Halikarnasa, nisu mogli održati svoju nezavisnost pa su sredinom 6. stoljeća pr. Kr. došli su pod vlast Perzijskog Carstva. Grci su 499. pr. Kr. podigli Jonski ustanak, pa su Atena i neki Grci pristigli u njihovu pomoć.
Perzijski veliki kralj Darije I. Veliki ugušio je 493. pr. Kr. jonski ustanak, poslavši Datisovu satrapsku flotu da kazni Grke. Perzijanci su se iskrcali na Atici, ali ih je grčka vojska pod vodstvom atenskog vojskovođe Miltijada porazila u bitci kod Maratona. Pogrebni humak atenskih poginulih boraca još uvijek se može vidjeti na Maratonskom polju.
Deset godina kasnije Darijev sin i nasljednik Kserkso I. poslao je kopnom i morem puno veću silu odnosno glavnu perzijsku vojsku. Spartanski kralj Leonida I. neuspješno ga je pokušao usporiti kod Termopila. Leonida je poražen, a Kserkso je nastavio napredovati prema Atici gdje je osvojio i spalio Atenu. Atenjani su još prije napustili grad sklonivši se na otoku Salamini i pod vodstvom Temistokla su porazili perzijsku mornaricu u bitki kod Salamine. Godinu dana kasnije brojčano nadmoćniji Grci su pod vodstvom Spartanca Pauzanija porazili malobrojnu Mardonijevu perzijsko-grčku vojsku kod Plateje.
Atenska se mornarica tada okrenula progoneći Perzijance iz Egejskog mora i 478. pr. Kr. Atenjani su zauzeli Bizantij. Dok su napredovali stvorili su Delski savez u kojem su bile sve otočne i neke kopnene države. Savez je nazvan po svetom otoku Delosu na kojem se čuvala zajednička riznica. Spartanci, iako su odigrali važnu ulogu u ratu, povukli su se nakon toga u izolaciju dopuštajući Atenjanima da uspostave pomorsku i trgovačku silu kojoj nije bilo premca među Grcima.

### Prevlast Atene
Grčko-perzijski ratovi su najavili stoljeće atenske prevlasti u grčkim odnosima. Atena je bila neizazvan gospodar mora i također vodeća trgovačka sila, iako je Korint ostao njezinim ozbiljnim suparnikom. Vodeći državnik tog razdoblja bio je Periklo koji je iskoristio porez koji su plaćali članovi Delskog saveza za izgradnju Partenona i ostalih velikih spomenika klasične Atene. Do sredine 5. stoljeća pr. Kr. Savez je preimenovan u Atensko Carstvo, simboliziravši prijenos zajedničke riznice s Delosa na Partenon (454. pr. Kr.).
Bogatstvo Atene je privlačilo mnoge talentirane ljude iz svih dijelova Grčke, te je također stvorilo bogati besposleni sloj koji su postali pokrovitelji umjetnosti. Atenska država je podupirala i znanost i umjetnost, posebice arhitekturu. Atena je postala središtem grčke književnosti, filozofije i umjetnosti. Neka od najvećih imena zapadnjačke kulturne i intelektualne povijesti živjela su u Ateni tijekom toga razdoblja: dramatičari Eshil, Sofoklo, Euripid i Aristofan, filozofi Sokrat, Platon i Aristotel, povjesničari Herodot, Tukidid i Ksenofont, pjesnici Simonid i kipar Fidija. Grad je postao, po Periklovim riječima, „škola Helade“.
Ostale grčke države u početku su prihvatile atensko vodstvo u nastavku rata protiv Perzijanaca, ali nakon pada konzervativnog političara Kimona 461. pr. Kr., Atena je postala sve jače otvorena imperijalistička sila. Nakon grčke pobjede u bitki kod Eurimedonta 466. pr. Kr., Perzijanci više nisu bili prijetnja, pa su neke države, poput Naksosa, pokušali istupiti iz saveza, ali su bili prisiljeni pokoriti se. Novi atenski vođe, Periklo i Efijalt, pustili su da se odnosi između Atene i Sparte pogoršaju, pa je 458. pr. Kr. izbio rat. Nakon nekoliko godina beskonačna rata potpisan je 30-godišnji mir između Delskog i Peloponeskog saveza (Sparta i njeni saveznici). To se podudarilo s pomorskom bitkom kod Salamine na Cipru, zadnjom bitkom između Grka i Perzijanaca, a nakon koje je zaključen Kalijin mir (449. pr. Kr.).

### Peloponeski rat
Moć Atene slomila je Sparta u tzv. Peleponeskom ratu (431. – 404. pr. Kr.). Zaratili su kad je Sparta zatražila od Atene da raspusti Atenski pomorski savez. Kako Atena to ne prihvaća, Sparta joj objavljuje rat. Početkom rata Atena niže uspjehe, no u konačnici Perzijsko Carstvo šalje Spartancima izdašnu vojnu pomoć u brodovlju pa je Atena poražena. Sparta joj nameće teške uvjete mira. Morala je porušiti svoje utvrde i najveći dio mornarice predati Sparti. Bio je to početak kraja grčke nadmoći na Sredozemnom moru. Tijekom Peloponeskog rata od kuge je umro Periklo, vođa atenskog demosa (građana).

### Prevlast Sparte
Kraj Peloponeskog rata učinio je Spartu gospodarom cijele Grčke, ali uski vidokrug spartanskih elitnih ratnika nije ih prilagodio toj ulozi. U nekoliko godina demokratska stranka je vratila vlast u Ateni i ostalim gradovima. 395. pr. Kr. spartanski vođe su oduzele službu Lisandru, pa je Sparta izgubila pomorsku nadmoć. 387. pr. Kr. Sparta je sablaznila grčko mišljenje zaključivši sporazum s Perzijskim Carstvom kojim su Perzijanci okružili grčke gradove u Joniji i na Cipru, tako izvrgavajući sto godina grčkih relativno uspješne borbe protiv Perzijskog Carstva. Sparta je tada pokušala oslabiti moć njene bivše saveznice Tebe, što je dovelo do rata u kojem je Teba sklopila savezništvo sa starim neprijateljem, Atenom. Tebanski vojskovođe Epaminonda i Pelopida izvojevali su odlučujuću pobjedu u bitci kod Leuktre (371. pr. Kr.).
Posljedica te pobjede bio je kraj spartanske i uspostava tebanske nadmoći. Također je i Atena obnovila velik dio svoje prijašnje snage. Prevlast Tebe bila je kratkog vijeka. Epaminondinom smrti kod Mantineje (362. pr. Kr.) grad je izgubio svog najvećeg vođu, a njegovi nasljednici učinili su veliku pogrešku započevši neuspješni desetogodišnji rat s Fokidom. Godine 346. pr. Kr. Tebanci su pozvali Filipa II. Makedonskog da im pomogne protiv Fokiđana, te su tako po prvi put uvukli Makedonce u grčke odnose.

### Uspon Makedonaca
Kraljevstvo Makedonaca stvoreno je oko 700 pr. Kr., a prvi kralj bio je Perdika I. (Περδίκας). Neki Grci su smatrali Makedonce barbarima, ali bez obzira na njihovo etničko podrijetlo, oni su od 5. stoljeća govorili grčkim jezikom i bili dijelom grčke kulture. Makedonci su igrali malenu ulogu u grčkoj politici prije početka 4. stoljeća, te je Filip II., poduzetan čovjek koji se školovao u Tebi, htio imati veću ulogu. Posebice je htio biti prihvaćen za novog grčkog vođu u vraćanju slobode grčkim gradovima u Aziji koji su bili pod perzijskom vlašću. Zauzevši grčke gradove Amfipol, Metonu i Potideju, stekao je upravu nad makedonskim rudnicima zlata i srebra. To mu je dalo izvore da ostvari svoje namjere.
Filip je uspostavio makedonsku prevlast nad Tesalijom (352. pr. Kr.) i Tračkom, a do 348. pr. Kr. je nadzirao sve sjevernije od Termopila. Koristio je svoje golemo bogatstvo da potkupi grčke političare i stvori "makedonsku stranku" u svakom grčkom gradu. Njegova intervencija u ratu između Tebe i Fokide donijelo mu je prepoznatljivost grčkog vođe i dalo mu je mogućnost da postane vodeća sila u grčkim poslovima. Ali bez obzira njegovom iskrenom divljenju prema Ateni, atenski je vođa Demosten u svojim slavnim govorima (filipikama) poticao grčke gradove da se odupru njegovoj moći.
Godine 339. pr. Kr. Teba, Atena, Sparta i ostale grčke države stvorile su savezništvo da se odupru Filipu II. i da ga izbace iz grčkih gradova koje je zauzeo na sjeveru. Međutim Filip je napao prvi, napredujući po Grčkoj gdje je kod Heroneje porazio združene grčke gradove 338. pr. Kr. Taj događaj tradicionalno označava kraj ere grčkih gradova-država kao samostalnih političkih jedinica iako su u stvari Atena i ostali gradovi preživjeli kao samostalne države sve do rimskih vremena.
Filip II. je pokušao pobijediti Atenu dodvoravanjem i darovima, ali nije zapravo uspio. Organizirao je gradove u Korintski savez i proglasio da će voditi napad na Perzijsko Carstvo kako bi „oslobodio“ grčke gradove i osvetio perzijske invazije u prethodnom stoljeću. Prije nego što je to mogao učiniti ubijen je 336. pr. Kr.

### Osvajanja Aleksandra Velikoga
Filipa je naslijedio 20-godišnji sin Aleksandar koji je sa samo 20 godina odmah nastavio provoditi očeve planove. Otputovao je u Korint gdje su ga okupljeni grčki gradovi prepoznali kao vođu Grka. Nakon toga krenuo je na sjever da skupi vojsku. Vojska kojom je napao Perzijsko Carstvo je uglavnom bila sastavljena od Makedonaca, ali su se također prijavili i mnogi zanesenjaci iz grčkih gradova. Dok je Aleksandar ratovao u Tračkoj, čuo je da su se grčki gradovi pobunili. Pojurio je ponovno na jug, osvojio i razorio Tebu do temelja kao upozorenje svim grčkim gradovima ako bi se pokušali oduprijeti njegovoj snazi.
Godine 334. pr. Kr. Aleksandar je krenuo u Aziju gdje je porazio Perzijance na rijeci Granik. Time je stekao nadzor nad jonskom obalom, te je napravio pobjedničku povorku kroz oslobođene grčke gradove. Nakon što je dogovorio poslove u Anatoliji nastavio je napredovati južno kroz Ciliciju do Sirije gdje je porazio Darija III. Kodomana kod Isa (333. pr. Kr.). Onda je nastavio kroz Feniciju do Egipta kojeg je osvojio bez ikakvog otpora.
Darije III. je sada bio spreman sklopiti mir, te bi se Aleksandar vratio pobjednički kući, ali Aleksandar je odlučio osvojiti Perzijsko Carstvo i postaviti sebe za vladara čitavog njemu poznatog svijeta. Napredovao je sjeveroistočno kroz Siriju i Mezopotamiju, te je opet porazio Darija III. Kodomana kod Gaugamele (331. pr. Kr.). Kodoman se povlačio u istočne satrapije, no putem mu vojskovođe otkazuju poslušnost i smrtno ga ranjavaju. Aleksandar se proglasio gospodarom Perzijskog Carstva, zauzevši Suzu a potom i Perzepolis nakon bitke kod Perzijskih vrata.
U međuvremenu grčki gradovi su pokušavali obnoviti napore da izbjegnu makedonskoj moći. Kod Megalopola 331. pr. Kr., Aleksandrov regent Antipater porazio je Spartance koji su se odbili pridružiti Korintskom savezu i priznati makedonsku prevlast.
Aleksandar se žurio napredujući kroz današnji Afganistan i Pakistan do doline rijeke Ind i 326. pr. Kr. je dosegao Punjab. Planirao je napredovati i dalje do Gangesa i Bengala, ali mu je njegova vojska umorna od višegodišnjih vojnih pustolovina otkazala poslušnost i zahtijevala povratak. Aleksandar se nerado vratio natrag, a umro je od groznice u Babilonu 323. pr. Kr.
Aleksandrovo Carstvo se raspalo ubrzo nakon njegove smrti, ali njegova osvajanja zauvijek su promijenila grčki svijet. Tisuće Grka su putovale s njim ili za njim da se nasele u novoosvojenim gradovima dok je napredovao. Najvažniji grad bila je Aleksandrija u Egiptu. Kraljevstva u kojima se govorilo grčkim jezikom osnovana su u Egiptu, Siriji, Iranu i Baktriji. Započelo je helenističko doba.

### Doprinos starih Grka europskoj kulturi i civilizaciji
Doprinos antičkih Grka europskoj kulturi i civilizaciji su demokracija, zakonodavstvo, znanost, umjetnost, arhitektura, olimpijske igre, ali i individualizam, natjecanje, arogancija, kompleks superiornosti nad preostalim svijetom (Perzija).

## Srodne teme
- Povijest grčkog jezika
- Grčka filozofija
- Umjetnost stare Grčke
- Grčko kazalište
- Olimpijske igre
- Arhitektura stare Grčke
- Eleuzinski misteriji
- Atena (polis)
- Popis starih Grka
- Popis gradova stare Grčke
- Starogrčka književnost
- Antički Rim
- Žene u staroj Grčkoj

## Vanjske poveznice
- Karta sjeverne Grčke u antičko doba  Arhivirana inačica izvorne stranice od 27. rujna 2007. (Wayback Machine)
- Karta južne Grčke u antičko doba  Arhivirana inačica izvorne stranice od 17. listopada 2007. (Wayback Machine)
- Karta Male Azije u antičko doba, Karta Grčke pred Peloponeski rat  Arhivirana inačica izvorne stranice od 27. rujna 2007. (Wayback Machine)
- Karta podjele antičkih Grka na plemena  Arhivirana inačica izvorne stranice od 29. rujna 2007. (Wayback Machine)
- Karta države Aleksandra Velikog i država njegovih nasljednika  Arhivirana inačica izvorne stranice od 29. rujna 2007. (Wayback Machine)
- VICTOR DURUY, Poviest Grčka, Zagreb 1881.  Arhivirana inačica izvorne stranice od 19. ožujka 2009. (Wayback Machine)